# Patacs
Patacs 1954 óta Pécs településrésze Rácváros és Szentmiklós között 130-200 méter tengerfeletti magasságban fekszik. Patacs egykor önálló község, 1930-1954 között Mecsekalja része volt.

## Elhelyezkedése
Patacs Pécset nyugati irányba Szigetvár felé elhagyva közelíthető meg. A Süle- és Páprágy-völgy között alakult ki, a 6-os főút északi oldalán; közelében ér véget a Mohácstól Pécsig húzódó 57-es főút.
Az 1990-es évek elejétől a korábbi Patacstól nyugatra dinamikusan növekvő családi házas övezet alakult ki. Tőle keletre található Rácváros, ahová a 17. században települtek be szerbek.
A városrészhez tartozik Sülevölgy, Süveg-domb, Bajmi dűlő, Makra.

## Neve
A község utcáját egy patak hasítja keresztül, melyből egyes vélekedések szerint Patacs a nevét nyerte. Kiss Lajos szerint a Patacs helynév bizonyára személynévi eredetű. Pais Dezső ugyan a Patacs falunevet növénynévvel hozza kapcsolatba, a Zala vármegyei Pat etimológiája alapján az a valószínűbb, hogy a Patacs is puszta személynévből keletkezett magyar névadással.

## Története
Bertalan pécsi püspök a Patacs fölötti hegyen 1225-ben (más forrás szerint 1215-ben) Szent Jakab tiszteletére monostort építtetett a környék remetéi számára, akik később csatlakoztak Boldog Özséb, a pálos rend későbbi alapítója közösségéhez. Özsébnek a Pilis hegyeiben alapított kis kolostorával egyesítve a patacsi kolostor lett a pálos rend magva. 1334-ben ugyanis Patacsra költöztek a Jakab-hegyi pálos szerzetesek, mert ott háborgatták. Patacs a török hódoltság alatt is lakott volt.
Patacs 1930-ban egyesült Magyarürög, Mecsekszentkút és Rácváros községekkel, az összevont település neve Mecsekalja lett. 1954-ben Mecsekalját Pécshez csatolták.

## Látnivalók

### Szent Márton-templom
Patacs temploma a Fő utcán található egyhajós, homlokzati tornyos, négyzet alaprajzú szentéllyel rendelkező katolikus Szent Márton-templom, amelynek 13. századi hajóját később barokk stílusban építették át. 1864-ben, majd 1902-ben újra átépítették a templomot.

### Bajmi-kút
A Patacs feletti Bajmi-tetőről délre tartó vízmosásos völgyben található a Bajmi-kút nevű forrás. Patacs utolsó házait elhagyva a PΔ jelzésről letérve, a PO jelzés nyomán érhető el a vörös homokkövekből megépített Árnyas-forrás, amelyet régebben György-Kárló forrás néven ismertek.

## Híres emberek
- Itt született és gazdálkodott Kovács Béla, kisgazdapárti politikus, Nagy Imre második és harmadik kormányának tagja. Az 56-os Szövetség állíttatta emléktábláját (az általános iskola falán) 2008. február 25-én, a kommunizmus áldozatainak emléknapján, Sólyom László köztársasági elnök avatta fel.

## Érdekességek
- Egy Patacs fölötti szőlő 1332-ben történt eladásáról szól az első oklevél, amely a mecseki szőlőkultúrát említi. Ebben az időszakban a Pécs környéki bort országosan a legjobbak közé sorolták.[8]
- A második világháború alatt ezen a területen működött Pécs repülőtere, amikor az szovjet kézbe került a sérült amerikai bombázók rendszeresen hajtottak végre itt kényszerleszállást.